# Premio Amanda
Il premio Amanda (in norvegese: Amandaprisen) è un premio assegnato ogni anno al Norwegian International Film Festival di Haugesund per promuovere e migliorare il cinema norvegese.
Il premio è nato nel 1985 e dal 2005 sono premiati solo i film, non i programmi televisivi. I vincitori sono premiati con un trofeo, scolpito dallo scultore norvegese Kristian Kvakland; il nome e il tema della scultura viene da una leggendaria donna locale dal 1920.

## Edizioni
- Premio Amanda 1985
- Premio Amanda 1986
- Premio Amanda 1987
- Premio Amanda 1988
- Premio Amanda 1989
- Premio Amanda 1990
- Premio Amanda 1991
- Premio Amanda 1992
- Premio Amanda 1993
- Premio Amanda 1994
- Premio Amanda 1995
- Premio Amanda 1996
- Premio Amanda 1997
- Premio Amanda 1998
- Premio Amanda 1999
- Premio Amanda 2000
- Premio Amanda 2001

- Premio Amanda 2002
- Premio Amanda 2003
- Premio Amanda 2004
- Premio Amanda 2005
- Premio Amanda 2006
- Premio Amanda 2007
- Premio Amanda 2008
- Premio Amanda 2009
- Premio Amanda 2010
- Premio Amanda 2011
- Premio Amanda 2012
- Premio Amanda 2013
- Premio Amanda 2014
- Premio Amanda 2015
- Premio Amanda 2016
- Premio Amanda 2017
- Premio Amanda 2018
- Premio Amanda 2019